# Obchodnia
Obchodnia – skała w prawych zboczach Doliny Brzoskwinki w miejscowości Chrosna w województwie małopolskim, w powiecie krakowskim, w gminie Liszki. Znajduje się na Garbie Tenczyńskim (część Wyżyny Krakowsko-Częstochowskiej) w obrębie Tenczyńskiego Parku Krajobrazowego.
W 2007 r. na prawym zboczu Doliny Brzoskwinki usunięto zadrzewienia na skałach i w ich otoczeniu, przez co skały stały się dobrze widoczne i efektowne. Obok skały prowadzi szlak turystyczny i ścieżka dydaktyczna. Obchodnia znajduje się tuż przy ścieżce tych szlaków, która omija ją (obchodzi)  po wschodniej stronie. Tuż powyżej niej na zboczu znajduje się skała Położna. Oddzielone są szczeliną skalną z kominem.
Zbudowana z wapienia Obchodnia ma wysokość 6–16 m, pionowe lub przewieszone ściany z filarem, kominem i zacięciem. Jest obiektem wspinaczki. Wspinacze zaliczają ją do grupy Chrośnieńskich Skał. Są na niej 24 drogi wspinaczkowe (w tym 1 projekt). Są to drogi od średnio trudnych do ekstremalnie trudnych  (IV do VI.6+ w skali Kurtyki) i długości 5–22 m. Niemal wszystkie mają zamontowane stałe punkty asekuracyjne w postaci 2–9 ringów (r) i stanowisk zjazdowych (st). Ściany wspinaczkowe o wystawie wschodniej, południowo-wschodniej, południowej i południowo-zachodniej.
W skale Obchodnia znajduje się Schronisko pod Kazalnicą.

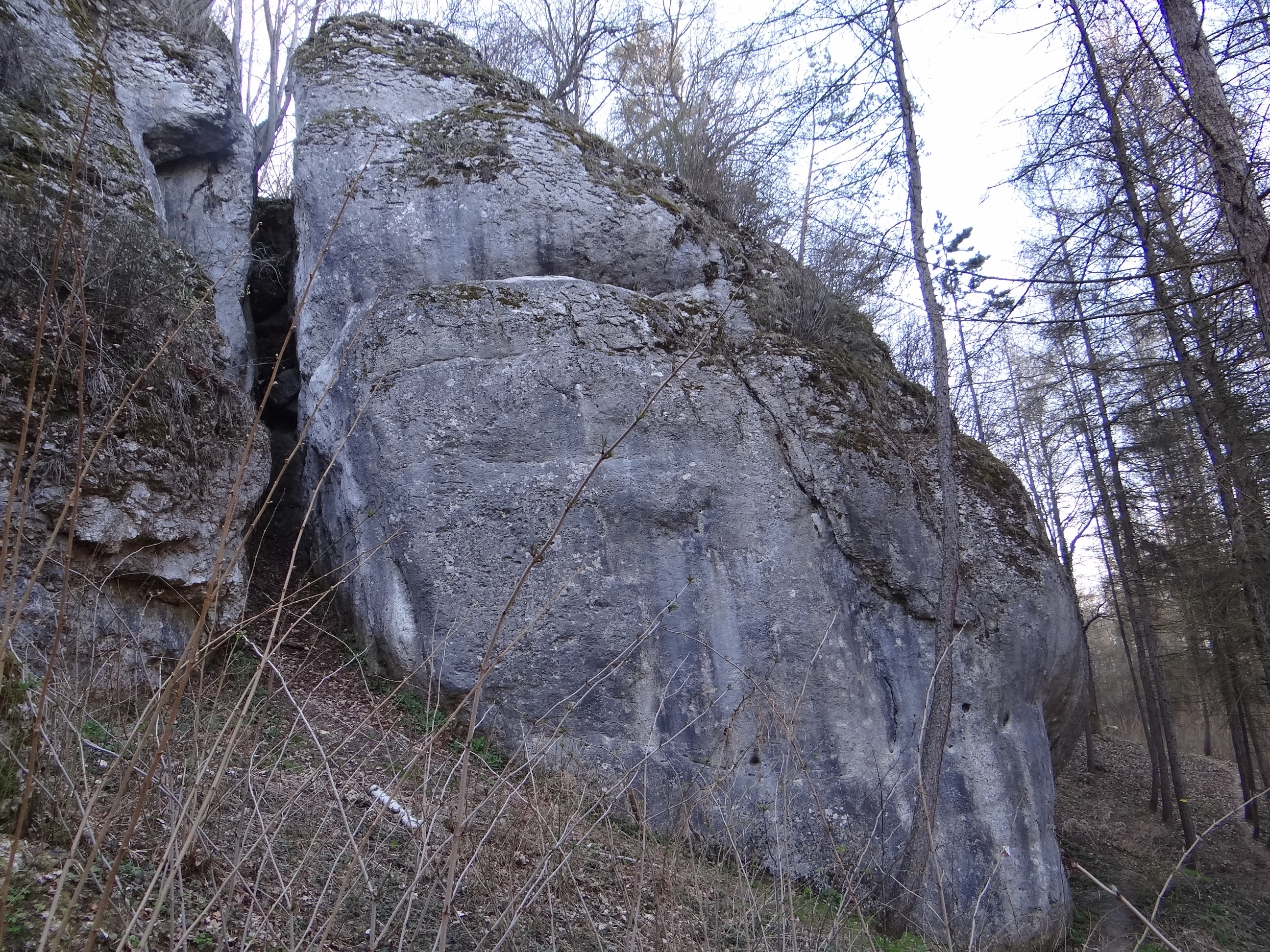
Ściana południowa
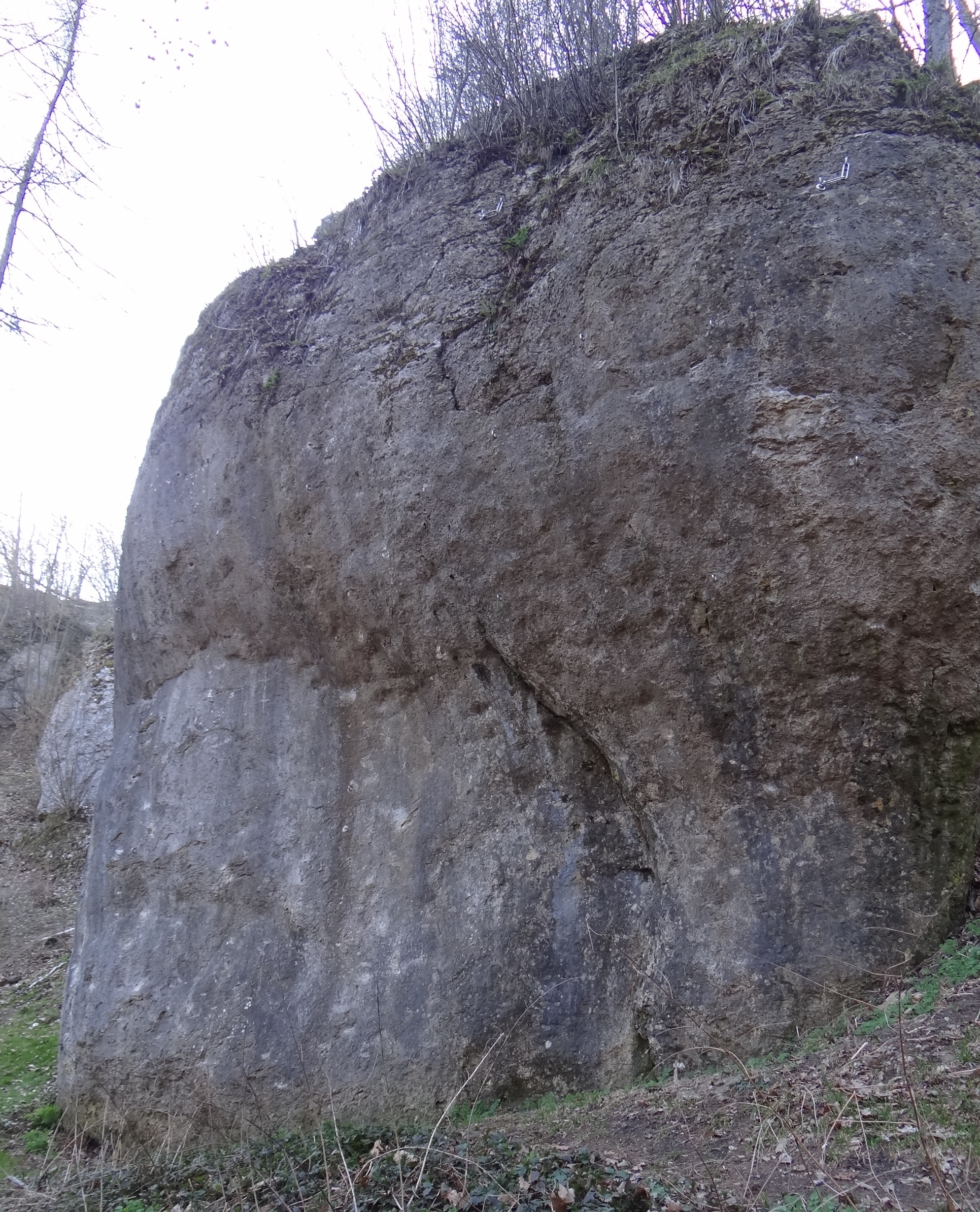
Ściana północno-zachodnia
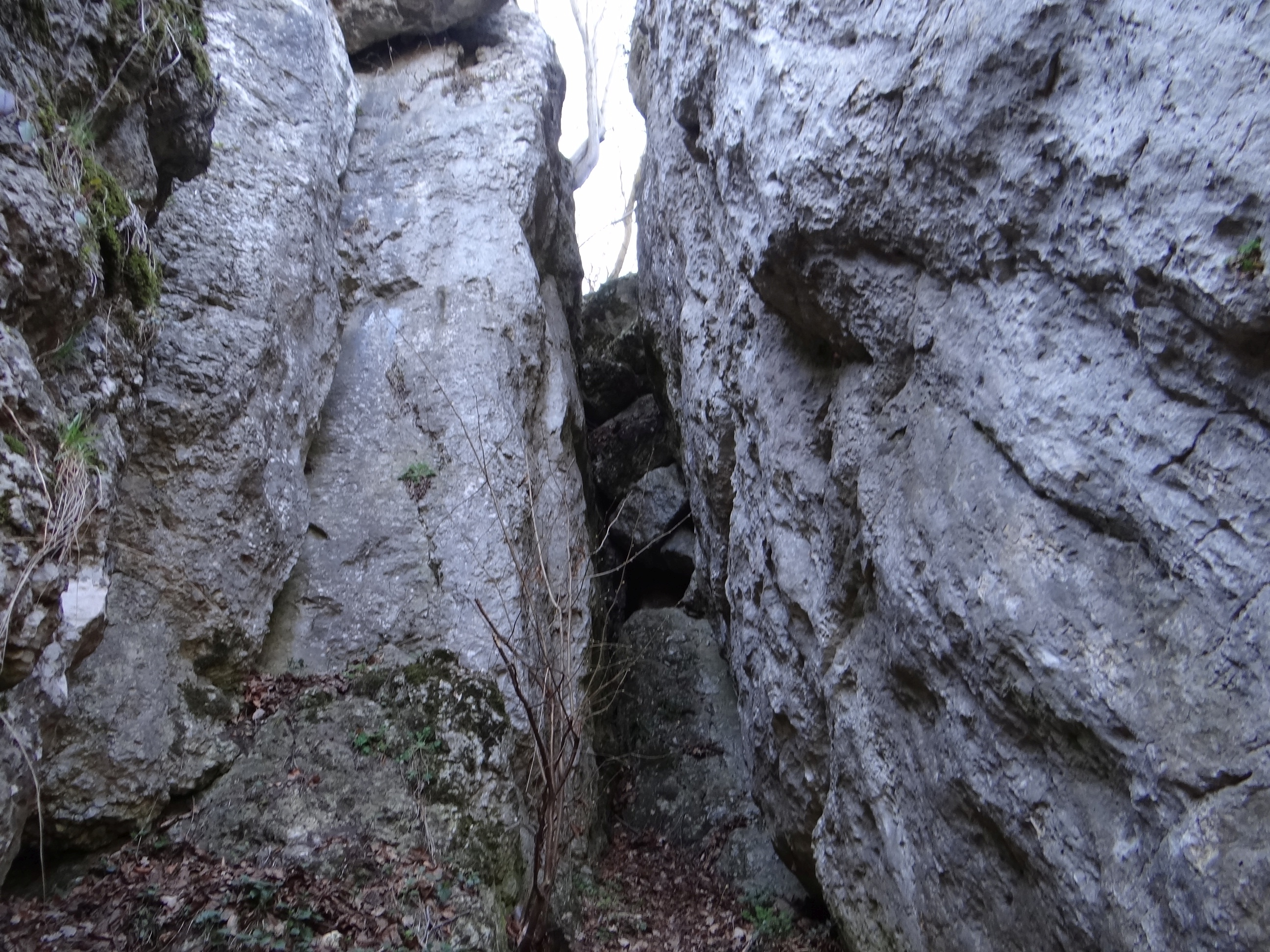
Komin między Obchodnia i Położną
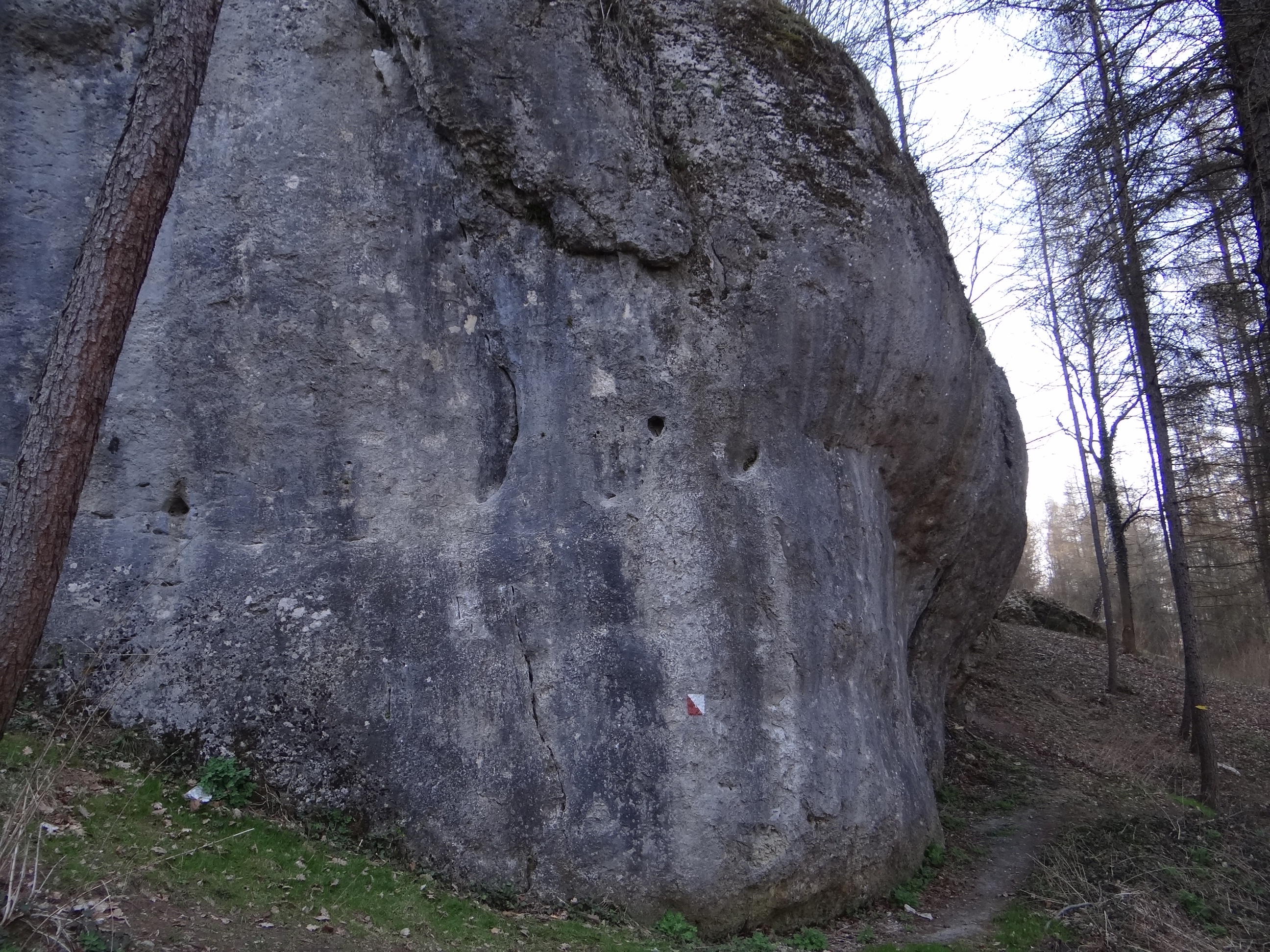
Ściana południowo-wschodnia
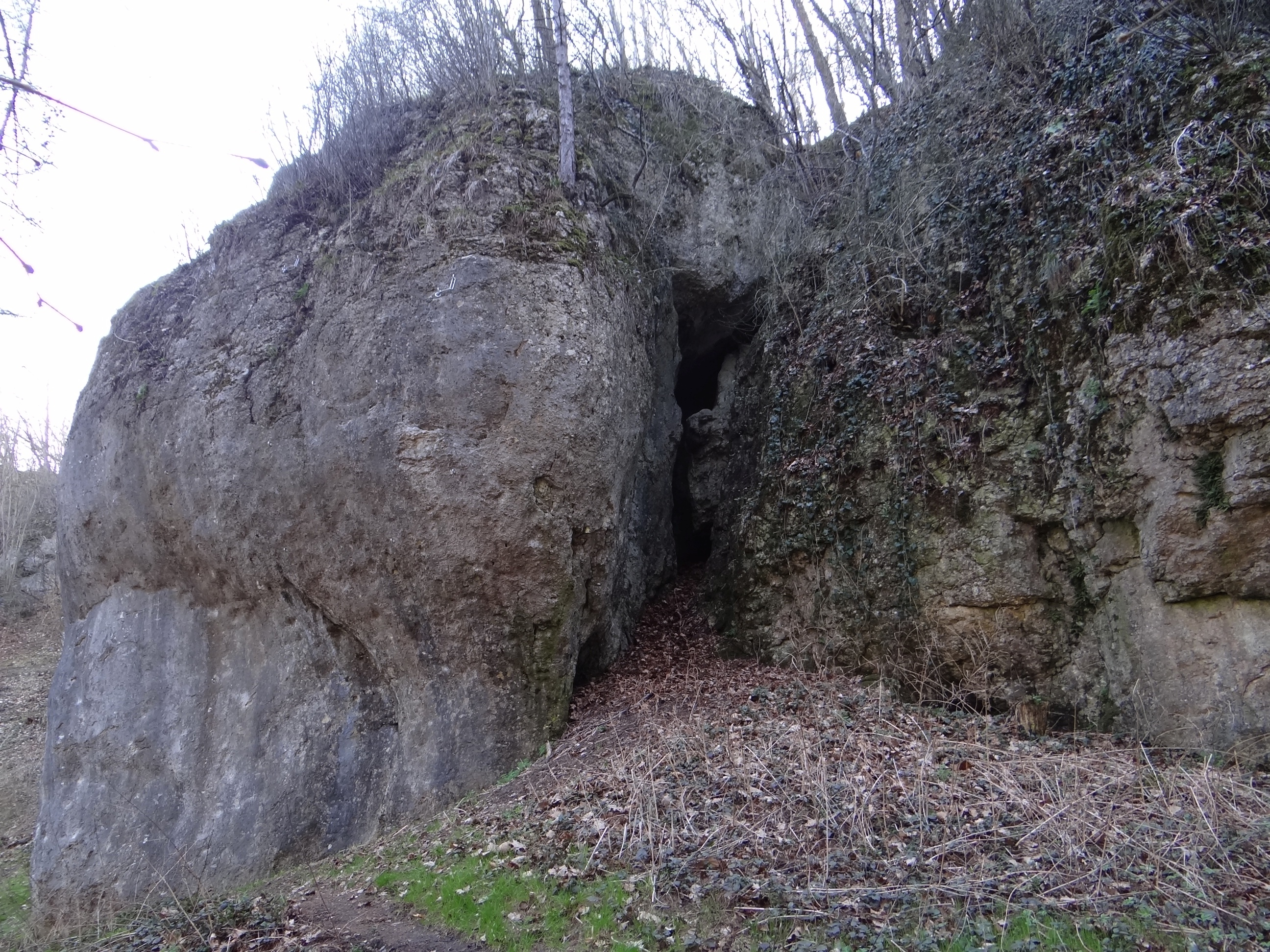
Ściana północna

## Drogi wspinaczkowe
1. Awimatan; 9r + ST, IV, 22 m
2. L4; IV, 16 m
3. Komin Opozdy; V+, 16 m
4. Kwarantanna; 5r + st, 16 m
5. Izolatka; V, 16 m
6. La Ringolog Direct; 7r + st, 16 m
7. La Ringolog; 6r + st, VI.4/4+, 16 m
8. Ortopedał; 5r + st, VI.3+, 16 m
9. Oddziałowa; 4r + st, VI.1+, 15 m
10. Siostrzyczka; 6r + st, VI.1, 14 m
11. Siostra przełożona; 6r + st, VI.1+, 15 m
12. Ordynator; 5r + st, VI.2, 12 m
13. Prostak; 5r + st, VI.3, 12 m
14. Ostry dyżur; 5r + st, VI.4, 11 m
15. Izba przyjęć; 4r + st, VI.1+, 10 m
16. Proteza; 2r + st, VI+, 9 m
17. Kończyna dolna; 3r + st, VI.3, 9 m
18. Facelifting; 3r + st, VI.6+, 8 m
19. Botox; 4r + st, VI.5+/6, 8 m
20. Liposukces; 3r + st, VI.6, 8 m
21. Projekt (Skalpel); 2r + st, 8 m
22. Pacjent; 2r + st, VI.5+, 6 m[4].
23. Wścieklizna; 3r + st, VI.2, 7 m
24. Zastrzyk; 2r + st, VI.2+, 5 m[4].

## Szlaki turystyczne
Mników – Dolina Mnikowska – Wąwóz Półrzeczki – Dolina Brzoskwinki – Brzoskwinia – Las Zabierzowski – Zabierzów.
 ścieżka dydaktyczna „Chrośnianeczka”: Chrosna – Dolina Brzoskwinki – Chrosna